# Instruktionstæller
Instruktionstælleren, program counter eller instruction counter er det register i en cpu, der peger på den næste instruktion, der skal udføres. Dvs. det peger på den adresse i hovedlageret, hvor den næste instruktion skal hentes. Et hop til en anden adresse vil foregå ved, at denne adresse skrives til instruktionstælleren. 
Da en moderne computer har en instruktionspipeline, der kan være ganske lang, og desuden foretager fortolkningen og behandlingen af instruktionerne i flere trin samtidigt, bliver forholdet betydeligt mere kompliceret i praksis.